# Al-Ahly Shendi Club
L'Al-Ahly Shendi Club (àrab: نادي الأهلي شندي, Nādī al-Ahlī Xandī, ‘Club Nacional de Shendi’) és un club sudanès de futbol de la ciutat de Shendi.

## Palmarès
- Copa sudanesa de futbol[2]
  - 2017

- Lliga de Shendi:
  - 1995–96, 2008, 2009, 2010